# Schwedische Squash-Meisterschaften
Die schwedischen Squash-Meisterschaften sind ein Wettbewerb zur Ermittlung des nationalen Meistertitels im Squash in Schweden. Ausrichter ist der Svenska Squashförbundet.
Seit 1970 werden die Meisterschaften bei den Herren und seit 1973 bei den Damen jährlich ausgetragen. Der schwedische Verband führt zudem eine Liste inoffizieller schwedischer Meister bei den Herren im Zeitraum von 1937 bis 1969. Rekordhalter sind Daniel Forslund und Rasmus Hult bei den Herren sowie Eva Svenby bei den Damen mit jeweils neun Titeln.

## Schwedische Meister
Die Nummern in Klammern hinter den Namen geben die Anzahl der gewonnenen Meisterschaften wieder. Folgende Spieler konnten die Meisterschaft gewinnen:
| Jahr   | Herren                   | Damen                     |
| ------ | ------------------------ | ------------------------- |
| 1970   | Bobo Almqvist            | nicht ausgetragen         |
| 1971   | Peter Stiller            | nicht ausgetragen         |
| 1972   | Peter Stiller (2)        | nicht ausgetragen         |
| 1973   | Tarras Tovar             | Pia Skogh                 |
| 1974   | Mike Nathansson          | Catarina Ehinger          |
| 1975   | Mikael Hellström         | Marita Wicklén            |
| 1976   | Tarras Tovar (2)         | Katarina Due-Boje         |
| 1977   | Lars Kvant               | Katarina Due-Boje (2)     |
| 1978   | Lars Kvant (2)           | Tina Dahl                 |
| 1979   | Lars Kvant (3)           | Katarina Due-Boje (3)     |
| 1980   | Lars Kvant (4)           | Katarina Due-Boje (4)     |
| 1981   | Mohammed Awad            | Agneta Samuelsson         |
| 1982   | Lars Kvant (5)           | Eva Lundqvist             |
| 1983   | Jan-Ulf Söderberg        | Lena Fridén               |
| 1984   | Jan-Ulf Söderberg (2)    | Lena Fridén (2)           |
| 1985   | Ulf Lagunoff             | Tinna Backlund            |
| 1986   | Fredrik Johnson          | Lena Fridén (3)           |
| 1987   | Fredrik Johnson (2)      | Tinna Backlund (2)        |
| 1988   | Anders Wahlstedt         | Eva Svenby                |
| 1989   | Fredrik Johnson (3)      | Eva Svenby (2)            |
| 1990   | Fredrik Johnson (4)      | Susanne Nyberg            |
| 1991   | Fredrik Johnson (5)      | Eva Svenby (3)            |
| 1992   | Anders Wahlstedt (2)     | Eva Svenby (4)            |
| 1993   | Fredrik Johnson (6)      | Eva Svenby (5)            |
| 1994   | Daniel Forslund          | Eva Svenby (6)            |
| 1996 1 | Daniel Forslund (2)      | Eva Svenby (7)            |
| 1997   | Anders Thorén            | Eva Svenby (8)            |
| 1998   | Daniel Forslund (3)      | Eva Svenby (9)            |
| 1999   | Daniel Forslund (4)      | Johanna Wahlberg          |
| 2000   | Daniel Forslund (5)      | Johanna Wahlberg (2)      |
| 2001   | Daniel Forslund (6)      | Maria Lundmark            |
| 2002   | Daniel Forslund (7)      | Jenny Åkervall            |
| 2002 2 | Daniel Forslund (8)      | Maria Lundmark (2)        |
| 2003   | Daniel Forslund (9)      | Maria Lundmark (3)        |
| 2004   | Christian Drakenberg     | Anna-Carin Forstadius     |
| 2005   | Badr Abdel Aziz          | Anna Detter               |
| 2006   | Christian Drakenberg (2) | Anna-Carin Forstadius (2) |
| 2007   | Rasmus Hult              | Anna-Carin Forstadius (3) |
| 2009 3 | Christian Drakenberg (3) | Anna-Carin Forstadius (4) |
| 2010   | Christian Drakenberg (4) | Anna-Carin Forstadius (5) |
| 2011   | Gustav Detter            | Anna-Carin Forstadius (6) |
| 2012   | Christian Drakenberg (5) | Anna-Carin Forstadius (7) |
| 2013   | Romain Tenant            | Linnéa Wallsten           |
| 2014   | Rasmus Hult (2)          | Lovisa Forstadius         |
| 2015   | Rasmus Hult (3)          | Anna-Carin Forstadius (8) |
| 2016   | Rasmus Hult (4)          | Linnéa Wallsten (2)       |
| 2017   | Rasmus Hult (5)          | Nanna Carleke             |
| 2018   | Christian Drakenberg (6) | Nanna Carleke (2)         |
| 2019   | Rasmus Hult (6)          | Moa Bönnemark             |
| 2020   | Christian Drakenberg (7) | Moa Bönnemark (2)         |
| 2021   | Rasmus Hult (7)          | Moa Bönnemark (3)         |
| 2022   | Rasmus Hult (8)          | Moa Bönnemark (4)         |
| 2023   | Rasmus Hult (9)          | Moa Bönnemark (5)         |
| 2024   | Joel Viksten             | Moa Bönnemark (6)         |